# Louis Évely
Louis Évely (* 5. November 1910 in Brüssel; † 30. August 1985) war ein christlicher Schriftsteller belgischer Herkunft.  Als katholischer Priester veröffentlichte er mehrere Bücher über das geistliche Leben. 1967 wurde er laisiert und heiratete, blieb aber weiterhin als geistlicher Begleiter aktiv. Der größte Teil von Évelys Werk stammt nicht aus akademischer Forschung, sondern aus Predigten oder Vorträgen bei Exerzitien.

## Biographie
Louis Évely wurde am 5. November 1910 in Brüssel geboren. Im Alter von 23 Jahren trat er in das Priesterseminar von Mecheln-Brüssel ein. 
Nach der Priesterweihe wurde er überraschend als Schulseelsorger in eine ländliche Schule gesandt, anstatt, wie erwartet, eine Professur an der Universität Löwen anzutreten. Die unerwartete Ernennung wurde zu einer Chance. Durch seine Erfahrung in der Kinderkatechese lernte Évely, die Botschaft des Evangeliums mit einer Einfachheit darzustellen, die später sein Markenzeichen wurde.  
Im Zweiten Weltkrieg wirkte er als Seelsorger der belgischen Résistance in den Ardennen. Nach dem Krieg wurde er Direktor seiner Schule. Er arbeitete gleichzeitig als Lehrer und Seelsorger in verschiedenen christlichen Gruppen.
Unter dem Eindruck der Spiritualität Charles de Foucaulds, gründete er in Belgien Gemeinschaften, die von Foucaulds Ideen inspiriert waren. Évelys Ruf als Prediger machte ihn zu einem beliebten Leiter von geistlichen Exerzitien. Außerdem nahm er an einer Reihe von Radiosendungen teil, aus denen seine ersten Bücher erwuchsen. 1957 forderte ihn sein Erzbischof, Kardinal Suenens, auf, die Veröffentlichung seiner Bücher einzustellen. Kurz darauf musste er ebenfalls seine Tätigkeit als Schulleiter einstellen.
Kurz darauf wurde er in Frankreich Oblat im Zisterzienserkloster Aiguebelle. Ohne Gelübde abzulegen, nahm er das klösterliche Leben auf und beteiligte sich an Gesang und Gebet, aber auch an den Studien und den handwerklichen Arbeiten der Abtei. Dennoch blieb er apostolisch aktiv und wurde zum Wanderprediger in Südwestfrankreich.  
1967 bat er um Laisierung. Danach begann eine produktive Zeit, in der er seine meistbeachteten Werke, insbesondere über das Gebet, hervorbrachte. Drei Jahre später, im Alter von 60 Jahren, heiratete Évely seine langjährige Freundin Mary, mit der er nach Piégros-la-Clastre in der Provence zog. Das Ehepaar Évely gründete das Gebetshaus „L’Aube“, in dem noch heute eine Gemeinschaft geistliche Übungen leitet.
Évely starb am 30. August 1985 im Alter von 75 Jahren.

## Werke (Auswahl)
Quelle: 
- Notre Père, aux sources de notre fraternité, Fleurus, Paris, 1956.
  - Dt.: Manifest der Liebe. Das Vaterunser. Herder 1965.
- L’Église et les sacrements, La Pensée Catholique, Bruxelles, 1956.
- C’est toi, cet homme, éditions Universitaires, Paris, 1957.
  - Dt.: Du selbst bist dieser Mensch. Styria 1965.
- Credo, Presto-print, Bruxelles, 1958.
  - Dt.: Credo. Styria 1966.
- Dieu et le prochain, Diff-Edit, Paris, 1958.
- Vivre en fraternité, Presto-print, Bruxelles, 1958.
- Une religion pour notre temps. Presto-print, Bruxelles, 1962.
- Spiritualité des laïcs. Dr Ferrière, Ottignies, 1964.
- Apprenez-nous à prier. Éditions C.T.I.C., Paris, 1966.
- Amour et mariage. Louis Évely, 1966.
- Homélies sur la parole de Dieu. Office Général du Livre, Paris, 1966.
- Des pauvres. Office Général du Livre, Paris, 1967.
- Liberté. Louis Évely, 1967.
- Le chemin de joie. Louis Évely, 1968.
- En écoutant l’Évangile. Fleurus, Paris, 1969.
- La Prière d’un homme moderne. Éditions du Seuil, Paris, 1969.
  - Dt.: Das Gebet eines modernen Menschen. Styria 1973.
- L’Évangile nous parle. Fleurus, Paris, 1970.
- L’Évangile sans mythes. Éditions Universitaires, 1970.
- Si l’Église ne meurt. Éditions Universitaires, 1971.
- Méditations d’Évangiles. Éditions Universitaires, 1973.
- C’est toi, cet homme. Éditions du Cerf, Paris, 1973.
- Échec et espoir d’un christianisme. Louis Évely, Crest, 1976.
- Questions de vie et de mort. Louis Évely, Crest, 1978.
- Les chemins de ma foi. Éditions du Centurion, Paris, 1982.
- Oser parler. Éditions du Centurion, Paris, 1982.
- Le chemin de joie. Marie-Cécile Évely, Piégros-la-Clastre, 1986.
- Chaque jour est une aube. Éditions du Centurion, Paris, 1987.
- Prier, c’est devenir. Éditions du Centurion, Paris, 1989.
- Les chemins de ma foi. Éditions du Centurion, Paris, 1990.
- Oser parler : désir et peur de communiquer. Éditions du Centurion, Paris, 1990.
- Éterniser sa vie. Éditions du Centurion, Paris, 1991.
- Échec et espoir d’un christianisme. Marie-Cécile Évely, Piégros-la-Clastre, 1992.
- Réinventer le mariage. Desclée de Brouwer, Paris, 1995.
- Et si tout avait un sens ? Monte-Cristo, Annecy, 2005.